# Мигел Варони
Мигел Америго Белото Гутиерес (на испански: Miguel Américo Belloto Gutiérrez) или Мигел Варони (на испански: Miquel Varoni), както е познат е аржентински актьор и режисьор.

## Биография
Мигел Варони е роден на 11 декември, 1964 г. в Буенос Айрес, Аржентина. Израснал е в Колумбия. Син е на колумбийската актриса Тереса Гутиерес.
За пръв път се появява в телевизията на 12-годишна възраст заедно с майка си. Важна роля в кариерата му е на Педро в теленовелата „Pedro el escamoso“ през 2001 г. Благодарение на тази роля той печели награда за най-добър актьор в Аржентина и Венецуела. Получава и награда за най-добър режисьор за теленовелата „Eternamente Manuela“.

## Личен живот
Разведен е с Патрисия Ерколе. Женен е за актрисата Катрин Сиачоке от 1997 г.

## Филмография
- Бети в Ню Йорк (Betty en NY) (2019) - себе си (изпълнителен продуцент)
- Съседската къща (La Casa de al Lado) (2011) – Хавиер
- Око за око (Ojo por ojo) (2010/11) – Нандо Бараган
- Дявол с ангелско сърце (Mas sabe el diablo) (2009) – Мартин Асеро „Железният“
- My Name Is Earl (2007) – Братът
- Ladrón que roba a ladrón (2007) – Емилио Лопес
- Lotería (2006) – Адриан
- Seguro y urgente (2006/07) – Мигел Буенавентура
- Съдбовни решения (Decisiones) (2005/08)
- Mi abuelo, mi para y yo (2005) – Едуардо
- Mi abuelo, mi papá y yo (2005) – Едуардо
- Изпитание на любовта (Te voy a enseñar a querer) (2004) – Алехандро Мендес
- Como Pedro por su casa (2003) – Педро
- Педро (Pedro el escamoso) (2001) – Педро Корал Тавера
- Капонера (La Caponera) (2000) – Дионисио Пинсон
- Сянката на небесната дъга (La sombra del arco iris) (1999) – Кристобал Монтенегро
- Петте Хуани (Las Juanas) (1997) – Мануел Ф.
- Ще спра да те обичам (Te dejaré de amar) (1996/97) – Еваристо Лариос
- Своенравната (La potra Zaina) (1993) – Даниел Клементе
- No juegues con mi vida (1990)
- Garzas al Amanecer (1989)
- Los hijos de los ausentes (1988)
- Imaginate (1987)
- El Circulo (1987)
- Los Cuervos (1986)
- Гайито Рамирес (Gallito Ramírez) (1986) – Алехо Варгас/Артуро Санклементе
- Las señoritas Gutiérrez (1978)
- El Angel de Piedra